# Indaver
Indaver N.V. is een bedrijf op het gebied van recyclage en afvalverwerking. De naam is een samenvoeging van de woorden INDustrieel, Afval en VERwerking.

## Activiteiten
Het bedrijf verwerkt zowel industrieel als huishoudelijk afval en verleent logistieke en site service-diensten. Indaver is actief in negen Europese landen, België, Frankrijk, Duitsland, Ierland, Italië, Nederland, Portugal, Spanje en het Verenigd Koninkrijk. De groep verwerkt jaarlijks ongeveer vijf miljoen ton afvalstoffen.

### Grimbergen
Indaver voert in Grimbergen composteringsactiviteiten uit voor groenafval, met als nevenactiviteit een overslagcentrum voor verschillende afvalstromen (huishoudelijk afval, grof vuil, GFT en groenafval). 

## Geschiedenis
Het bedrijf in 1985 te Antwerpen opgericht door de Vlaamse Regering samen met 15 privé-bedrijven om een oplossing te bieden voor het afval van de chemische industrie in de haven.
In september 2014 gaf de directie van DELTA te kennen het belang van 75% in Indaver te willen verkopen. Indaver behaalde in 2013 een omzet van meer dan een half miljard euro en een nettowinst van € 40 miljoen. Indaver is op 19 juni 2015 definitief overgegaan naar Katoen Natie.
In 2016 verhuisde het hoofdkwartier van het bedrijf van de site van Kallo naar een voormalig karmelietessenklooster in het centrum van Mechelen.

### PFAS lozingen
In september 2022 kwam het bedrijf in opspraak vanwege het lozen van de milieuverontreinigende poly- en perfluoralkylstoffen in de Westerschelde, waarvan sommigen zonder vergunning. Vlaanderen had Indaver sinds juni zeer strenge lozingsnormen opgelegd, waar vervolgens niet op gehandhaafd werd. Nederland kan hierdoor vervolgens niet aan Europese wetgeving voldoen als het gaat om de kwaliteit van het water. Ook verwerkt Indaver afval van Chemours uit Dordrecht, dat de PFAS soort GenX bevat. Indaver ging in hoger beroep tegen de beslissing omdat het denkt op geen enkele manier aan de strengere voorwaarden te kunnen voldoen.

### Bod op AEB
In oktober 2024 deed Indaver een bod op de Amsterdamse Afval Energie Bedrijf (AEB). Het bedrijf was de enige bekende kandidaat om AEB te kopen van de gemeente Amsterdam. AEB is eigenaar van de grootste afvalverwerkingscentrale in Europa met een verwerkingscapaciteit van 1,4 miljoen ton. In februari 2025 besloot de gemeente de verkoop niet door te laten gaan.